# Knoxville Ice Bears
Die Knoxville Ice Bears sind eine US-amerikanische Eishockeymannschaft aus Knoxville, Tennessee. Das Team spielt seit 2004 in der Southern Professional Hockey League.

## Geschichte
Die Mannschaft wurde 2002 als Franchise der Atlantic Coast Hockey League gegründet. Sie ersetzten in Knoxville die Knoxville Speed, die von 1999 bis 2002 in der United Hockey League angetreten waren. In der ACHL belegten sie in ihrer Premierenspielzeit den zweiten Platz nach der regulären Saison. In den folgenden Playoffs scheiterten sie erst im Finale. Als die Liga nach nur einem Jahr wieder aufgelöst worden war, schloss sich das Team der South East Hockey League an. Auch diese Liga war nur ein Jahr lang aktiv und erneut schieden die Ice Bears nach einem zweiten Platz in der regulären Saison erst im Playoff-Finale aus. Im Sommer 2004 schlossen sich die Ice Bears dem Nachfolgewettbewerb der SEHL, der Southern Professional Hockey League, an.
In der SPHL, in der sie seither spielen, gewannen die Knoxville Ice Bears bislang drei Mal den Meistertitel, den President’s Cup (2006, 2008 und 2009). Zudem erhielten sie vier Mal die William B. Coffey Trophy als bestes Team der regulären Saison (2005, 2006, 2008 und 2009).

## Saisonstatistik
Abkürzungen: GP = Spiele, W = Siege, L = Niederlagen, T = Unentschieden, OTL = Niederlagen nach Overtime SOL = Niederlagen nach Shootout, Pts = Punkte, GF = Erzielte Tore, GA = Gegentore, PIM = Strafminuten
| Saison  | GP | W  | L  | T | OTL | SOL | Pts | GF  | GA  | Platz    | Playoffs                        |
| 2002/03 | 59 | 36 | 21 | — | —   | 2   | 68  | 231 | 186 | 2., ACHL | Niederlage im Finale            |
| 2003/04 | 56 | 26 | 30 | — | —   | —   | 52  | 201 | 195 | 2., SEHL | Niederlage im Finale            |
| 2004/05 | 56 | 34 | 22 | — | —   | —   | 68  | 235 | 185 | 1., SPHL | Niederlage in der zweiten Runde |
| 2005/06 | 56 | 36 | 14 | — | 5   | 1   | 78  | 262 | 192 | 1., SPHL | President’s Cup                 |
| 2006/07 | 56 | 33 | 19 | — | 3   | 1   | 70  | 219 | 185 | 3., SPHL | Niederlage in der zweiten Runde |
| 2007/08 | 52 | 32 | 16 | — | 1   | 3   | 68  | 199 | 169 | 1., SPHL | President’s Cup                 |
| 2008/09 | 60 | 35 | 16 | — | 5   | 4   | 79  | 216 | 171 | 1., SPHL | President’s Cup                 |
| 2009/10 | 56 | 30 | 23 | — | 2   | 1   | 63  | 228 | 199 | 4., SPHL | Niederlage in der zweiten Runde |
| 2010/11 | 56 | 27 | 25 | — | 3   | 1   | 54  | 186 | 187 | 6., SPHL | Niederlage in der ersten Runde  |
| 2011/12 | 56 | 32 | 16 | — | 8   | 0   | 72  | 208 | 170 | 3., SPHL | Niederlage in der zweiten Runde |
| 2012/13 | 56 | 33 | 19 | — | 4   | 0   | 70  | 180 | 157 | 4., SPHL | Niederlage in der zweiten Runde |
| 2013/14 | 56 | 25 | 24 | — | 7   | 0   | 57  | 157 | 163 | 7., SPHL | nicht erreicht                  |

## Team-Rekorde (SPHL)

### Karriererekorde
Spiele: 319  Kevin Swider
Tore: 222  Kevin Swider
Assists: 369  Kevin Swider
Punkte: 591  Kevin Swider
Strafminuten: 895  Mike Craigen

## Bekannte Spieler
- Ervīns Muštukovs